# Tumanyan
Tumanyan (armenio: Թումանյան) es una comunidad urbana de Armenia perteneciente a la provincia de Lorri.

## Historia
La localidad fue fundada en 1926 con el nombre de "Dzaghidzor". En 1934, fueron encontradas al norte de la localidad minas de metales refractarios, que comenzaron a explotarse en 1939. 
Debido al crecimiento que experimentó gracias a las minas, en 1947 recibió el estatus de asentamiento de tipo urbano. En 1951 cambió su nombre a "Tumanyan" en honor al famoso poeta armenio Hovhannes Tumanyan. En los años 1970, la base de la economía era la planta de refractarios
En 2011 tiene 1710 habitantes.
Se ubica a orillas del río Debet, junto a la carretera M6 que une Vanadzor con Tiflis. Al otro lado del río se halla el monasterio de Kobayr.